# Вяйньярвеська сільська рада
Вя́йньярвеська сільська рада (ест. Väinjärve külanõukogu, рос. Вяйнъярвеский сельский совет) — сільська рада в Естонській РСР, адміністративно-територіальна одиниця в складі повіту Ярвамаа (1945—1950) та Пайдеського району (1950—1954).

## Населені пункти
Сільській раді підпорядковувалися населені пункти:
села: Лаанеотса (Laaneotsa), Вагу (Vahu); поселення (asundus): Сандгофі (Sandhofi), Арукюла (Aruküla), Вяйньярве (Väinjärve), Прееді (Preedi), Ервіта (Ervita), селище Коеру (Koeru alevik).

## Історія
8 серпня 1945 року на території волості Вяйньярве в Ярваському повіті утворена Вяйньярвеська сільська рада з центром у селищі Коеру. 
26 вересня 1950 року, після скасування в Естонській РСР повітового та волосного поділу, сільська рада ввійшла до складу новоутвореного Пайдеського сільського району.
17 червня 1954 року в процесі укрупнення сільських рад Естонської РСР Вяйньярвеська сільська рада ліквідована. Її територія склала південну частину новоутвореної Коеруської сільської ради.